# Giampaolo Pazzini
Giampaolo Pazzini, född 2 augusti 1984 i Pescia, är en italiensk fotbollsspelare som för närvarande spelar i Hellas Verona FC i italienska Serie A. 

## Klubbkarriär
Höjdpunkterna i Giampaolo Pazzinis karriär hittills inkluderar två mål på Juventus-målvakten Gianluigi Buffon. Han innehar också rekordet för det snabbast gjorda målet på Wembley-stadion, vilket han gjorde efter 25 sekunder i en U21-landslagsmatch mot England, såväl som det första officiella målet och första hattricket på Wembley, alla i samma match för Azzurrini. Pazzini blev också Årets unga spelare i Serie A säsongen 2004/2005. Han blev vald före Inters Obafemi Martins och Romas Mirko Vucinić. Den 28 januari 2011 flyttade Pazzini till storklubben Inter efter att ha skrivit på ett 4,5-årskontrakt som sträckte sig till den 30 juni 2015.

### Inter
Pazzini debuterade i Inter den 30 januari 2011 då han byttes in i halvtid i en ligamatch mot Palermo som Inter låg under i med 0–2 på San Siro. I 57:e minuten gjorde Pazzini sitt första mål i Inter, då han fick bollen felvänd, lurade Palermos mittback Ezequel Munoz och sköt ett lågt skott i mål, 1–2. I 73:e minuten fick Inter en frispark. Maicon slog in ett inlägg i straffområdet där Pazzini nickade in 2–2. I 75:e minuten drogs Pazzini ner i straffområdet av Munoz. Eto'o satte straffen och vändningen var ett faktum.
Den 2 februari 2011 gjorde han sitt tredje mål för klubben när han i den 93:e minuten gjorde 2–0 mot Bari. Matchen slutade 3–0. Den 17 januari sänkte han sin gamla klubb Fiorentina där Inter vann med 2–1. Pazzini avslutade säsongen med 11 mål på 17 matcher i Inter-tröjan.

### Milan
Den 22 augusti 2012 offentliggjorde Milan på sin officiella hemsida att Pazzini värvats till klubben i utbyte mot Antonio Cassano plus €7m (omkring 63 miljoner svenska kronor). Han hade dagen innan gjort den obligatoriska läkarundersökningen och skrivit på kontrakt med klubben. Den 26 augusti, några dagar efter att Pazzini anlänt till klubben, gjorde han sitt första framträdande för klubben i ett inhopp vid 56:e minuten mot nykomlingarna Sampdoria. Milan förlorade premiärmatchen med 0-1 och Pazzini gick av planen mållös. 
Den 1 september, en vecka efter förlusten mot Sampdoria, gjorde Pazzini sin första match från start för klubben mot Serie A-laget Bologna. Han gjorde alla tre målen för sitt lag och hjälpte Milan att vinna sin första match för säsongen. I januari 2013 köpte Milan Mario Balotelli och Pazzini förlorade sin ordinarie plats som spets i Milans 4-3-3-uppställning.

## Meriter

### Inom klubblag
Inter
- Coppa Italia: 2010/2011

### Landslag
Italien
- U19-Europamästerskapet i fotboll: 2003